# Thomas Wentworth, 1. hrabě ze Straffordu
Thomas Wentworth, 1. hrabě ze Straffordu (Thomas Wentworth, 1st Earl of Strafford, 1st Viscount Wentworth, 1st Baron Wentworth of Raby Castle, 2nd Baronet Wentworth of Wentworth Wodehouse) (13. dubna 1593, Londýn – 12. května 1641, Londýn - popraven) byl anglický šlechtic, státník a vojevůdce. Patřil k nejvlivnějším stoupencům a poradcům krále Karla I., od roku 1632 byl místokrálem v Irsku. Jako striktní zastánce politiky absolutismu byl nakonec obžalován parlamentem z velezrady a odsouzen k smrti. Jeho poprava byla prvním významným projevem parlamentní opozice proti králi v předvečer anglické občanské války.

## Životopis

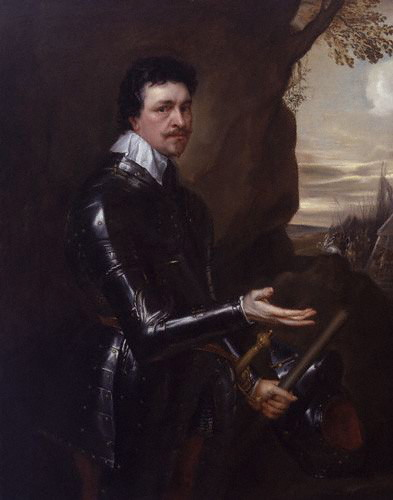
Portrét hraběte ze Straffordu (1639, Anthonis van Dyck, National Trust)

Pocházel ze starobylého šlechtického rodu Wentworthů připomínaného od 13. století, byl synem Sira Williama Wentwortha (1562–1614), šerifa v hrabství Yorkshire. Studoval práva v Cambridge a již v roce 1611 byl pasován na rytíře. Téhož roku pronikl do vyšší společnosti sňatkem s Margaret Cliffordovou (1594–1622), dcerou 4. hraběte z Cumberlandu. Poté absolvoval kavalírskou cestu po Evropě a po otci zdědil titul baroneta (1614). V letech 1616–1626 byl nejvyšším sudím v západním Yorku, do veřejného života se zapojil jako člen Dolní sněmovny (1621–1622, 1624, 1625 a 1628), v letech 1625–1626 byl také šerifem v Yorku. Svými aktivitami v parlamentu získal brzy vliv a v roce 1628 se s titulem barona stal členem Sněmovny lordů (ještě téhož roku získal i titul vikomta). Původně stál v opozici proti královské politice, ale po nástupu Karla I. se zařadil mezi jeho přední stoupence, vévoda z Buckinghamu se však snažil jeho stoupající vliv eliminovat. Byl jmenován prezidentem soudního dvora v severních provinciích (1628) a v letech 1628–1641 byl také lordem-místodržitelem v hrabství York. V roce 1629 byl jmenován členem Tajné rady.

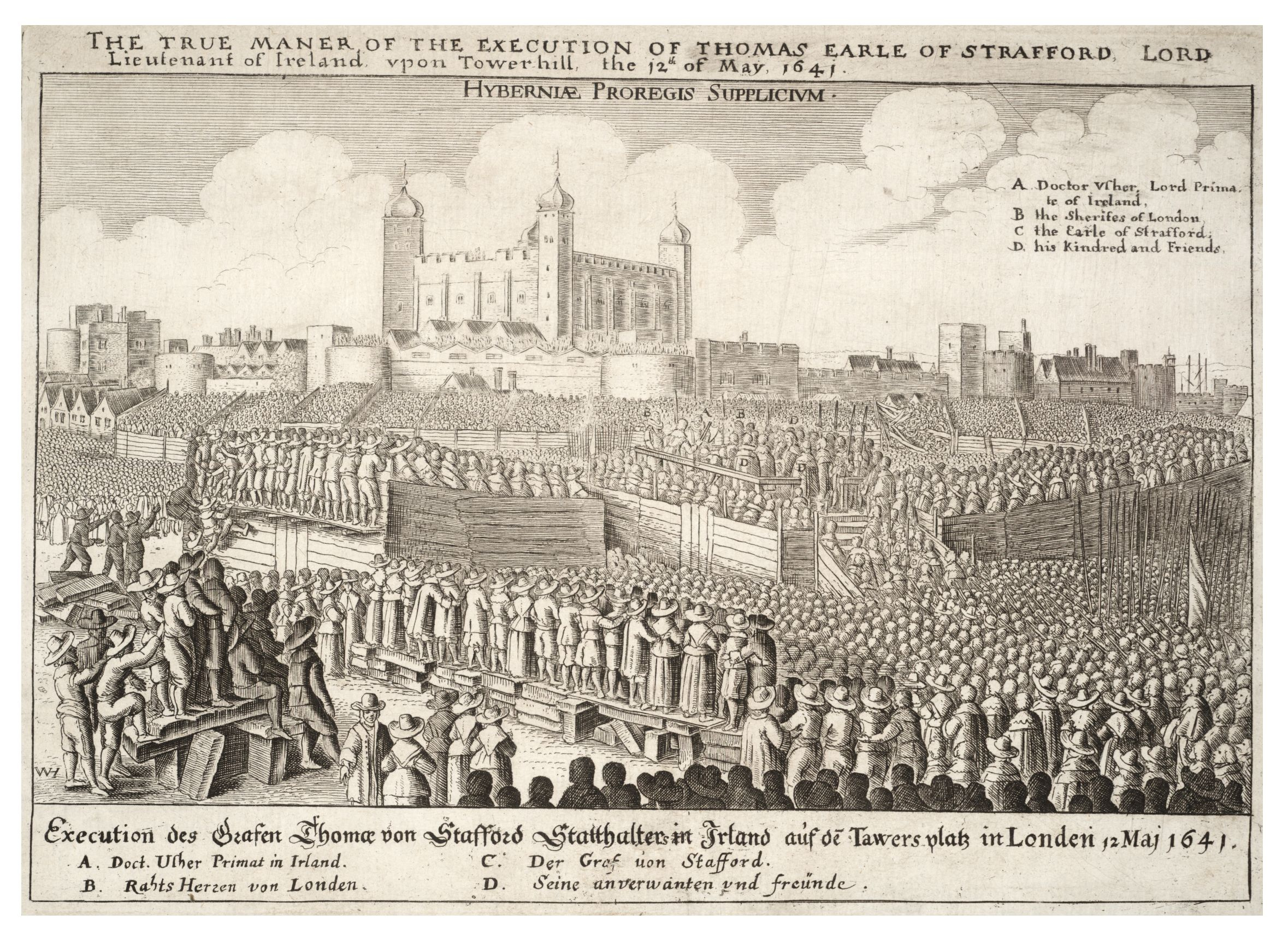
Poprava hraběte ze Straffordu v Toweru na rytině Václava Hollara (1641)

V letech 1632–1641 byl místokrálem v Irsku. V Irsku prosazoval tvrdou a nekompromisní politiku, která sice měla i své progresívní stránky, ale sledovala především finanční výnos pro anglickou státní pokladnu, což vedlo k Wentworthově značné nepopularitě. V roce 1639 byl povolán zpět do Londýna, ale formálně funkci irského místokrále zastával až do své smrti. V tažení proti skotské revoltě vedl v hodnosti generálporučíka vojenský sbor o síle 8 000 mužů. Poté patřil znovu k předním poradcům Karla I., ale protože svou dlouhodobou nepřítomností v Anglii ztratil povědomí o vývoji politických poměrů, jeho činy ve prospěch krále v letech 1639–1640 vedly k další nenávisti vůči jeho osobě. V roce 1640 získal titul hraběte ze Straffordu a byl jmenován rytířem Podvazkového řádu. Po svolání tzv. dlouhého parlamentu požadoval nekompromisní postup vůči opozici spojené se skotskými povstalci. Krátce poté byl ale sám obžalován parlamentem z překračování kompetencí a velezrady, uvězněn a souzen. Karel I. mu původně slíbil svou podporu, ale nakonec v zájmu svého vlastního postavení byl nucen ponechat soudu volnou ruku. Trest smrti byl schválen 7. května 1641 Dolní sněmovnou i Sněmovnou lordů. Hrabě Strafford byl popraven v Toweru 12. května 1641 za účasti 200 000 diváků, což dokazuje, s jakým nadšením bylo jeho odsouzení přijato. Straffordova exekuce byla první výraznou známkou odporu vůči králi v předvečer revoluce.

## Rodina
Byl třikrát ženatý, z prvního a druhého manželství měl šest dětí. Nejstarší syn William (1626–1695) ztratil po otcově popravě nárok na šlechtické tituly a v době revoluce pobýval v zahraničí. Po restauraci Stuartovců mu byly v roce 1662 tituly vráceny, ale ve veřejném dění se nijak neangažoval. Zemřel bez potomstva a titul hrabat ze Straffordu zanikl. Baronát z Raby Castle přešel na vzdáleného bratrance Thomase (1672–1739), který byl později znovu povýšen na hraběte ze Straffordu. Williamova sestra Anne (1629–1695) se provdala za Edwarda Watsona, 2. barona z Rockinghamu. Jejich potomstvo později užívalo příjmení Watson-Wentworth a patřil jim zámek Wentworth Woodhouse v Yorku. Z rodiny Watson-Wentworth pocházel později Charles Watson-Wentworth, 2. markýz z Rockinghamu (1730–1782), britský ministerský předseda v letech 1765–1766 a 1782.
Vrstevníkem 1. hraběte ze Straffordu byl jeho vzdálený příbuzný Thomas Wentworth, 1. hrabě z Clevelandu (1591–1667), který vynikl jako vojevůdce královského vojska v anglické občanské válce.